# Andrij Harasevyč
Andrij Harasevyč (ukrajinsky Андрій Гарасевич; 1917 – 1947) byl ukrajinský básník, pedagog, klavírista a horolezec.

## Život
Narodil se ve Lvově, absolvent užhorodského gymnázia. Od roku 1938 studoval slavistiku na FFUK v Praze. Kromě toho navštěvoval přednášky O. Kolessy, D. Dorošenka, L. Bileckého aj. ukrajinských profesorů, přednášejících na Ukrajinské svobodné univerzitě v Praze. Zemřel při vzestupu na vrchol Watzmann v německé části Berchtesgadenských Alp, kde je taky pohřbený.

## Dílo
- Seznam děl v Souborném katalogu ČR, jejichž autorem nebo tématem je Andrij Harasevyč
- „Sonety“, Praha 1941
- „K výšinám“, USA 1959

Neoromantizmus s nádechem symbolizmu, národní tragédie, historické motivy.